# ایوارس دو نوگوئرا
ایوارس دو نوگوئرا (به اسپانیایی: Ibars de Noguera) یک منطقهٔ مسکونی در اسپانیا است که در نوگورا واقع شده‌است. ایوارس دو نوگوئرا ۲۷٫۱ کیلومتر مربع مساحت دارد ۳۱۴ متر بالاتر از سطح دریا واقع شده‌است.